# فرانکو لاووراتوری
فرانکو لاووراتوری (ایتالیایی: Franco Lavoratori؛ ۱۵ مارس ۱۹۴۱ – ۳ مه ۲۰۰۶) بازیکن واترپلو اهل ایتالیا بود.
وی در مسابقات کشوری و بین‌المللی در مجموع برندهٔ ۱ مدال طلا شده‌است.